# Australská fotbalová reprezentace
Australská fotbalová reprezentace reprezentuje Austrálii na mezinárodních fotbalových akcích, jako je mistrovství světa nebo Mistrovství Asie ve fotbale (do roku 2006 Oceánský pohár národů).
Australská fotbalová reprezentace byla dříve členem konfederace OFC, ale v roce 2006 přešla do AFC.
V roce 2015 vyhrála Austrálie svůj první titul na Mistrovství Asie po finálové výhře 2:1 nad Jižní Koreou.

## Mistrovství světa
Seznam zápasů australské fotbalové reprezentace na MS
| Rok    | Účast                                           | Soupisky |
| ------ | ----------------------------------------------- | -------- |
| 1930   | Bez účasti                                      |          |
| 1934   | Bez účasti                                      |          |
| 1938   | Bez účasti                                      |          |
| 1950   | Bez účasti                                      |          |
| 1954   | Bez účasti                                      |          |
| 1958   | Bez účasti                                      |          |
| 1962   | Bez účasti                                      |          |
| 1966   | Nepostoupili z kvalifikace                      |          |
| 1970   | Nepostoupili z kvalifikace                      |          |
| 1974   | nepostoupili ze skupiny                         | Soupiska |
| 1978   | Nepostoupili z kvalifikace                      |          |
| 1982   | Nepostoupili z kvalifikace                      |          |
| 1986   | Nepostoupili z kvalifikace                      |          |
| 1990   | Nepostoupili z kvalifikace                      |          |
| 1994   | Nepostoupili z kvalifikace                      |          |
| 1998   | Nepostoupili z kvalifikace                      |          |
| 2002   | Nepostoupili z kvalifikace                      |          |
| 2006   | Vyřazení v osmifinále Itálií                    | soupiska |
| 2010   | nepostoupili ze skupiny                         | soupiska |
| 2014   | nepostoupili ze skupiny                         | soupiska |
| 2018   | nepostoupili ze skupiny                         | soupiska |
| 2022   | Vyřazení v osmifinále Argentinou                | soupiska |
| 2026   | Kvalifikováni                                   | Soupiska |
| Celkem | účast – 6× zlato – 0×, stříbro – 0×, bronz – 0× |          |